# Верба силезька
Верба силезька (Salix silesiaca) — вид квіткових рослин із родини вербових (Salicaceae).

## Біоморфологічна характеристика
Це кущ заввишки 0.5–1.5(4) метри. Однорічні гілки голі, коричнево-зелені, листки від еліптичних до видовжено-яйцюватих, у молодості червонуваті, довжиною 50–80 мм, на зворотному боці запушені. Чоловічі квітки з 2 тичинками. Оцвітина світло-коричнева, волосиста. Пиляки рудо-жовтогарячі. Коробочки на довгих ніжках, голі (рідко бувають нещільно запушені). Цвіте до утворення листя. Вважається, що живе близько 40 років.

## Середовище проживання
Країни зростання: Болгарія, Чехія, Словаччина, Польща, Румунія, Україна, Боснія та Герцеговина, Македонія, Сербія, Чорногорія. Зустрічається переважно в гірських районах на Балканах, Карпатах, Судетах. Росте в заростях і часто вздовж струмків, часто з Salix caprea, а також в буковому і хвойному поясі, а в субальпійському поясі з Pinus mugo. Верба силезька була занесена до червоного списку Чехії (NT).
В Україні вид росте у лісах, на узліссях, околицях полів, біля доріг — дуже звичайна у середній і верхній частинах лісового поясу Карпат, рідше – у нижній частині; поодинокі місця знаходження у Передкарпатті (ок. Львова).

## Використання
Це важлива медоносна рослина, а танін традиційно витягували з кори.

## Галерея

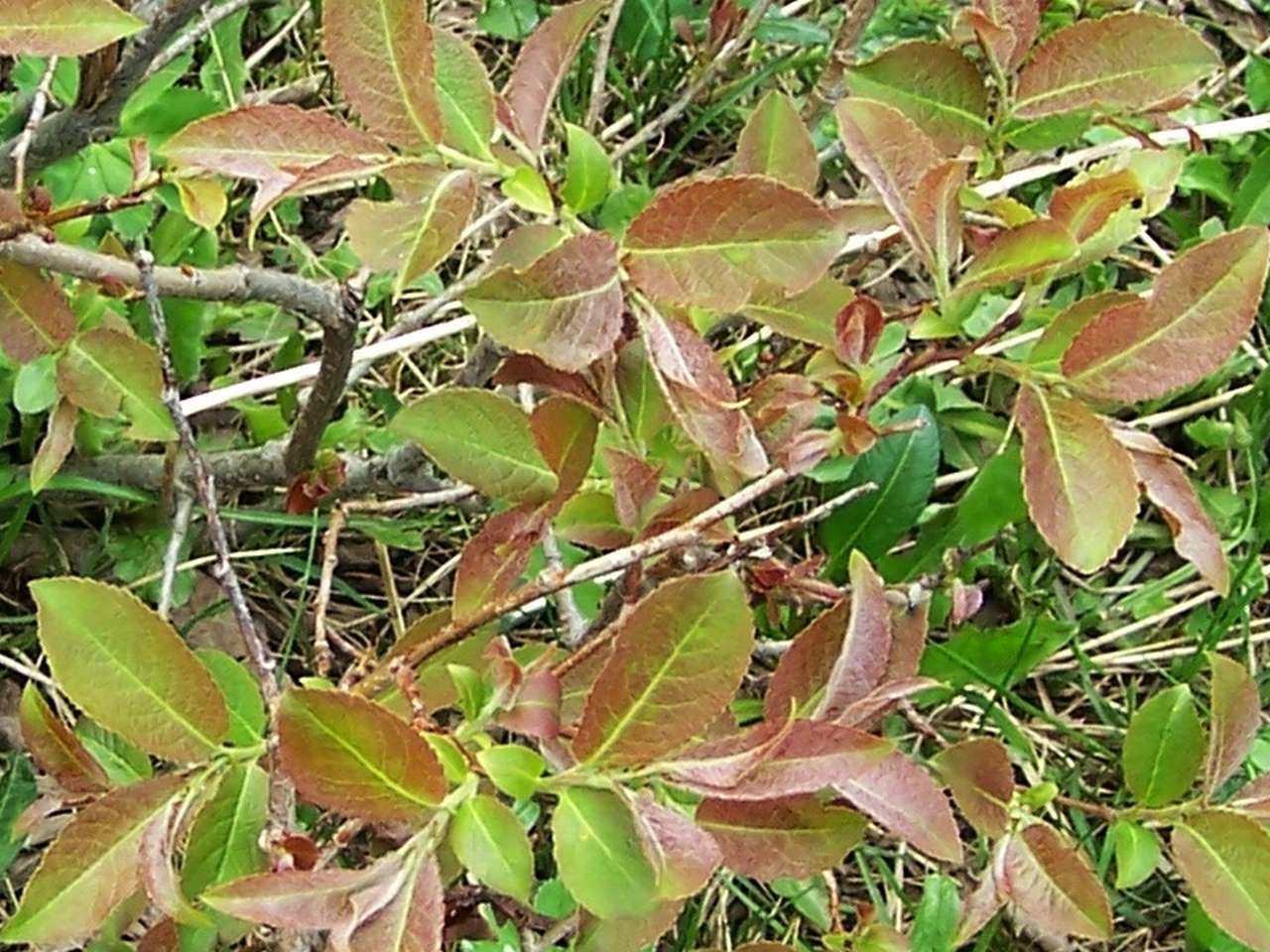
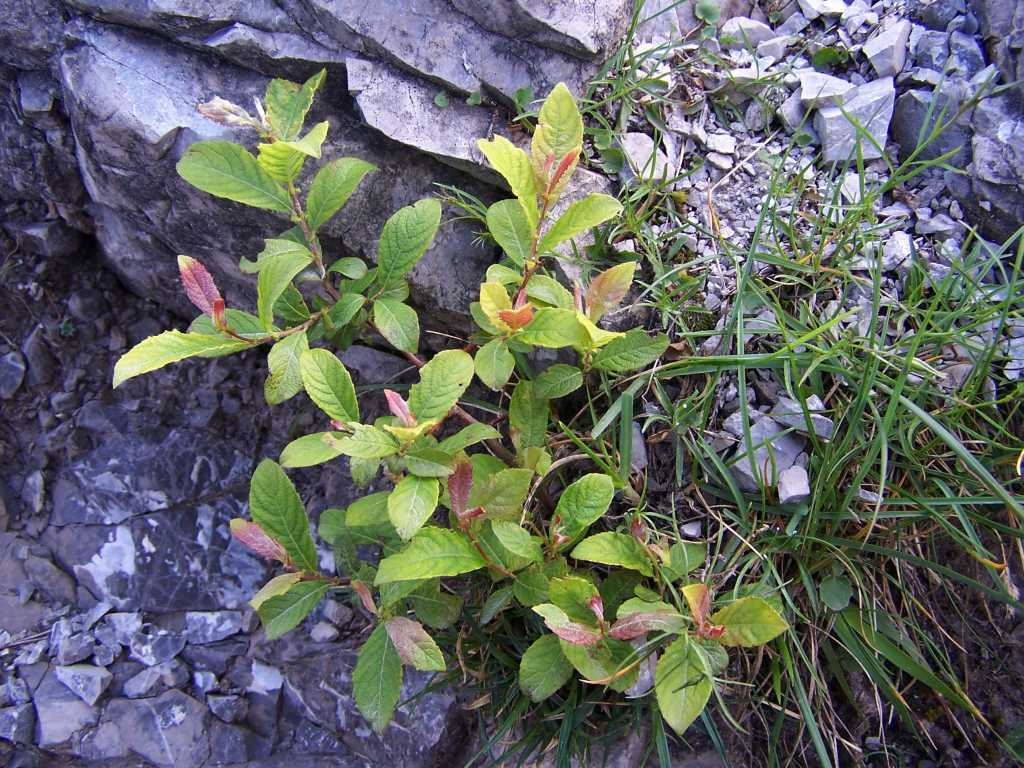
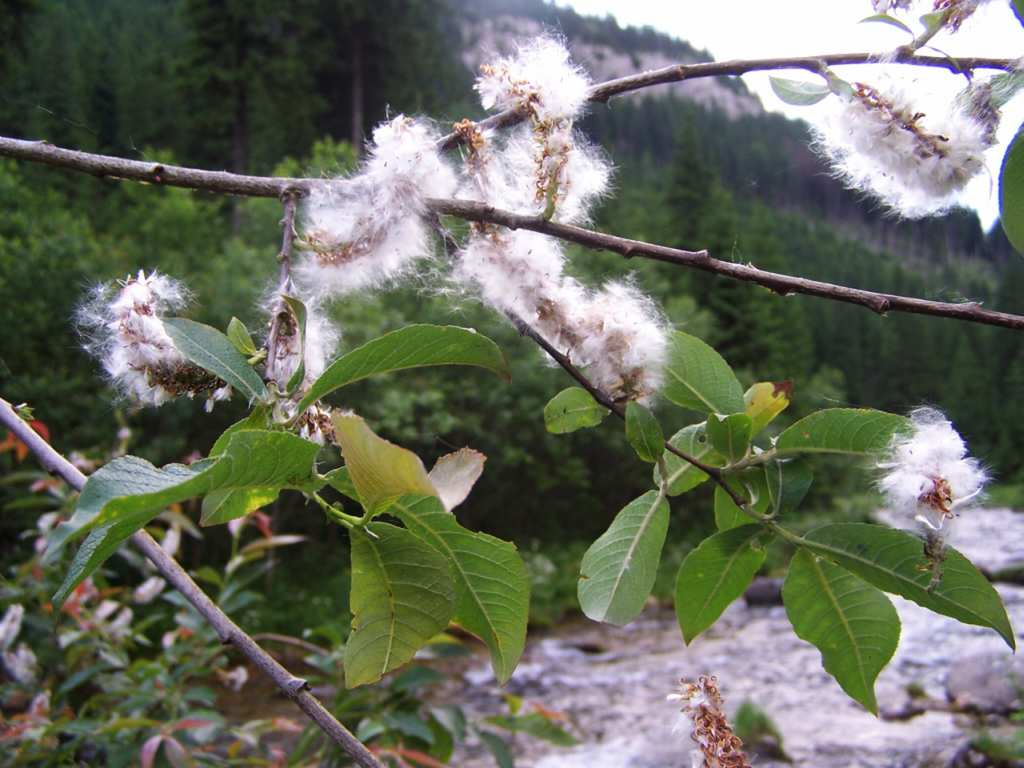